# Akademikov greben
Akademikov greben je podvodna vzpetina, ki ločuje dve kotlini Bajkalskega jezera, Centralno in Severno kotlino. Leži v osrednjem delu rifta Baikal in služi kot »blažilna cona«, ki prenaša »gibanje med prelomi podobnih premikov, vendar drugačne orientacije« (Hutchinson in sod., 1992). Greben meji na dva velika normalna preloma, Primorski prelom na severozahodu in Olkhonski prelom na jugovzhodu ter prelom s poševnim premikom, akademikov prelom, ki poteka vzdolž slemena grebena. Robovi grebena, otok Olkhon proti jugozahodu in otoki Uškanie na severovzhodu, so nad nivojem jezera, središče grebena pa je potopljeno v globine 350–400 m (Kuzmin et al., 2000).
Akademikov greben predstavlja edinstveno sedimentacijsko okolje v Bajkalskem jezeru. Globine dveh kotlin, ki ju ločuje, približno 900 m v severni kotlini in približno 1600 m globine v centralni kotlini, ločuje greben od masnih tokov in turbiditov (klastičnih usedlin). Zato je sedimentacija na Akademikovem grebenu omejena na fino, neprekinjeno hemipelagično sedimentacijo z razpršenim grobozrnatim sedimentom, ki se odlaga s plavajočim ledom (Kuzmin et al., 2000). Stratigrafija, ki so jo opazili v vrtinah, izvrtanih v Akademikovem grebenu kaže, da je zgornje zaporedje neprekinjenih hemipelagičnih usedlin, ki so skladni s batimetrično višino v globokem jezerskem okolju, podložena z nižjim zaporedjem, ki je skladno s progradiranjem, deltinimi nanosi v plitvem vodnem okolju (Mats et al., 2000). Ta sprememba iz plitvega v globokovodno okolje kaže na dvoje dejstev: prvič, da je Akademikov greben doživel postopno poplavljanje in drugič, da se je prisotnost jezera v severni kotlini pojavila dolgo po prisotnosti jezera v centralni in južni kotlini (Mats et al., 2000).
Akademikov greben igra tudi pomembno vlogo pri procesih mešanja globinskih voda in kroženja spodnjih tokov. Voda z višjo slanostjo kot jezerska prihaja v centralno kotlino z reko Selenga. V nasprotju s tem reka Zgornja Angara napaja severno kotlino s sladko vodo. Rezultat je gosta, bolj slana površinska voda iz Centralne kotline, ki teče severovzhodno in prehaja preko Akademikovega grebena v manj goste, manj slane vode Severne kotline. Slana površinska voda nato potone vzdolž gradienta gostote, da napolni vode globokega dna Severne kotline (Francoz in Karabanov, 2000; Colman in sod., 2003).
Glavni dogodki
| Pozni oligocen-zgodnji miocen | Nastanek globokega jezera v Južni in Centralni kotlini |
| Srednji-pozni miocen          | dvig in nastanek Akademikovega grebena                 |
| Pozni miocen                  | postopna poplavitev Akademikovega grebena              |
| Pozni pleistocen              | popolna potopitev Akademikovega grebena                |